# Babysmurf wil een beer
Babysmurf wil een beer is het zestiende stripalbum uit de reeks De Smurfen. Naast het titelverhaal bevat het album ook de verhalen Gargamel sluit vrede, De telesmurf, Het nieuwe Smurfenspel en Het draakje Grumpf.

## De verhalen

### Babysmurf wil een beer
Babysmurf wil een teddybeer en loopt weg. Op zijn vlucht vindt hij een echte beer die hoort bij een groep kunstenmakers (zie ook Het onzalige land uit de reeks Johan en Pirrewiet). De andere Smurfen zoeken hem intussen, zelfs bij Gargamel. Die hoort dat Babysmurf een beer wil en hij verkleedt zich als een. De Smurfen trappen er niet in en waarschuwen hun dorpsgenoten. Intussen komen ook de echte beer en zijn baasje in het dorp aan, hij wil de Babysmurf teruggeven aan de Smurfen. De Smurfen denken dat het Gargamel met een vriend is en gaan hem te lijf. Plots komt ook Gargamel op de proppen. De kunstenmaker stuurt de echte beer achter hem aan. Kleermakersmurf heeft inmiddels een berenpak gemaakt voor een Smurf. Moppersmurf krijgt het tegen zijn zin om het lijf, tot groot jolijt van de Babysmurf.

### Gargamel sluit vrede
Gargamel merkt dat de Smurfen diamanten hebben en probeert daarom vrede met ze te sluiten. Mijnsmurf laat hem zien uit welke grot de diamanten komen. Gargamel jaagt Mijnsmurf weg en gaat zelf in de grot, maar Gargamel vindt er geen diamanten en komt ook nog eens vast te zitten. Hij graaft zich eruit en komt uit bij zijn eigen krot.

### De telesmurf
Een speciaal zaadje van tovenaar Omnibus groeit uit tot een wirwar van speciale bloemen: wie in één spreekt, wordt gehoord door de andere. Met die bloemen kunnen ze een heus telefoonnetwerk opzetten. Maar een van de takken groeit tot bij Gargamel. Die probeert de lijn te volgen, maar 's nachts valt alles stil. Gargamel kan zo ook niet verder en gaat slapen. Lolsmurf hoort zijn gesnurk en kan alarm slaan. De tak die naar Gargamel loopt wordt omgelegd naar zijn eigen krot. De bloemen groeien uiteindelijk uit tot pompoenen; het telefoneren is voorbij.

### Het nieuwe Smurfenspel
De Smurfen leren golfen, maar verwaarlozen hierdoor het werk aan hun brug. Tot overmaat van ramp valt een van hun golfballen bij Gargamel, die zo 2 Smurfen kan vangen. Grote Smurf werkt net aan een soort stuiterbal als hij van de vermissing hoort. Met de stuiterballen op zak gaan de Smurfen naar Gargamel, maar ze moeten rekenen op ooievaars voor de oversteek van de rivier, want de brug heeft het begeven. De stuiterballen worden in het krot van Gargamel geslagen, waar ze Gargamel buiten westen stuiten. De Smurfen kunnen ontsnappen en besluiten niet meer te spelen. Grote Smurf trekt zich terug in zijn laboratorium waar hij zelf leert golfen.

### Het draakje Grumpf
Alle Smurfen hebben een huisdier, maar Verlegen Smurf vindt geen vriendje. In een grot ontdekt hij een draakje dat zijn vriendje wil zijn, maar die richt te veel schade aan in het dorp. De andere Smurfen sturen hem weg. Het draakje vindt zijn verloren ouders terug en Verlegen Smurf is weer alleen. Als de dam het plots dreigt te begeven, kan hij wel rekenen op zijn nieuwe vrienden de draken. Toch kunnen ze niet in het dorp blijven. Verlegen Smurf besluit dan maar imker te worden.

## Tekenfilm
- De tekenfilmversie van 'Gargamel sluit vrede' heet 'Gargamel de barmhartige'. Hierin doet Gargamel alsof hij braaf is geworden, omdat hij de diamant die Klungelsmurf heeft wil, waarna hij enkele Smurfen vangt en in de rivier wil gooien. Door een betovering van Grote Smurf gooit hij echter een zak diamanten in de rivier.
- De tekenfilmversie van 'De Telesmurf' heet 'De eerste Telesmurf'. Er zijn echter enkele kleine verschillen: zo is er sprake van Smurfmeloenen in plaats van pompoenen en wordt Gargamel in een val gelokt door de Smurfen. Homnibus komt niet voor in de tekenfilm.
- De tekenfilmversie van 'Het nieuwe Smurfenspel' heet 'Dol op golfen'. De verhaallijn is wel hetzelfde.